# Edosa trita
Edosa trita är en fjärilsart som beskrevs av Edward Meyrick 1925. Edosa trita ingår i släktet Edosa och familjen äkta malar. Inga underarter finns listade i Catalogue of Life.